# Энао, Рауль Фернандо
Рауль Фернандо Энао (исп. Raúl Fernando Henao; род. 19 ноября 1955) — колумбийский шахматист, международный мастер (1989).
В составе сборной Колумбии участник 3-х Олимпиад (1984, 1988, 2002).

## Изменения рейтинга
| Графики недоступны из-за технических проблем. См. информацию на Фабрикаторе и на mediawiki.org. |